# Sorptionsklimaanlage
Die Sorptionsklimaanlage, oder allgemeiner Sorptionsanlage, wird zur Kühlung von Räumen verwendet und mit Wärme betrieben. 
Bei der Sorptionsklimaanlage wird durch Wärmezufuhr (Warmwasser aus einem Solarmodul oder einem Gasheizer, oder Abwärme aus einem Kraftwerk) das sogenannte Adsorbens bzw. Absorbens getrocknet. Hierbei wird Wasserdampf freigesetzt, der in einen Kondensator strömt und dort durch Abkühlung verflüssigt und einem Verdampfer zugeführt wird. Für den Kondensator wird ein zusätzlicher Kühler benötigt, der sowohl die Raumwärme als auch die zur Trocknung des Adsorbens verwendete Wärme an die Umgebung abgeben muss. Ist das Adsorbens getrocknet, wird die Wärmezufuhr zu diesem gestoppt. Das getrocknete Adsorbens nimmt danach Wasserdampf aus einem mit Raumwärme betriebenen Verdampfer auf, wodurch der Verdampfer und damit der Raum gekühlt wird. Das Verdampfen erfolgt hierbei unter einem sehr niedrigen Druck von 10 Millibar, wodurch das Wasser selbst bei Temperaturen zwischen 4 °C und 7 °C verdampft. 
Eine Adsorptionsanlage verwendet als Adsorbens ein Zeolith oder Silikagel, während eine Absorptionsanlage als Absorbens ein Wasser-Ammoniak-Gemisch oder eine Lithium-Bromid-Lösung verwendet. 